# دژان ۱۵۵۵
سیارک ۱۵۵۵ (به انگلیسی: 1555 Dejan، نامگذاری:1941SA) هزار و پانصد و پنجاه و پنجمین سیارک کشف شده‌است که در ۱۵ سپتامبر ۱۹۴۱ کشف شد.
قدر مطلق سیارک برابر ۱۱٫۷۰ است.